# Cowboy (1958)
Cowboy is een Amerikaanse film uit 1958, geregisseerd door Delmer Daves.

## Verhaal
Frank Harris (Jack Lemmon) werkt in een hotel in Los Angeles. Hij droomt ervan om een cowboy te worden. Hij wordt verliefd op Maria Vidal (Anna Kashfi), de dochter van een grote Mexicaanse veehandelaar, die tevens in het hotel verblijft. Vader Vidal wil echter dat Frank bij zijn dochter weg blijft. 
Cowboy Tom Reece (Glenn Ford) maakt er een deal met vader Vidal. Hoewel Reece later zijn inkomsten hiervan verliest bij een spel poker, ziet Frank in Reece een ideale partner om Maria terug te zien. Frank investeert al zijn geld in Reece. 
Reece en Frank rijden naar de ranch van Vidal, waar ze erachter komen dat Maria reeds uitgehuwelijkt is door haar vader aan Don Arriega.

## Rolverdeling
| Acteur          | Personage    |
| --------------- | ------------ |
| Glenn Ford      | Tom Reece    |
| Jack Lemmon     | Frank Harris |
| Anna Kashfi     | Maria Vidal  |
| Dick York       | Charlie      |
| King Donovan    | Joe Capper   |
| Brian Donlevy   | Doc Bender   |
| Richard Jaeckel | Paul Curtis  |